# Otto Kaule
Otto Kaule (geboren am 5. November 1870 in Thiendorf bei Großenhain, Königreich Sachsen; gestorben 1948 in Bardowick) war ein deutscher Zeichner, Landschaftsmaler, Illustrator und Exlibris-Künstler.

## Leben und Werk

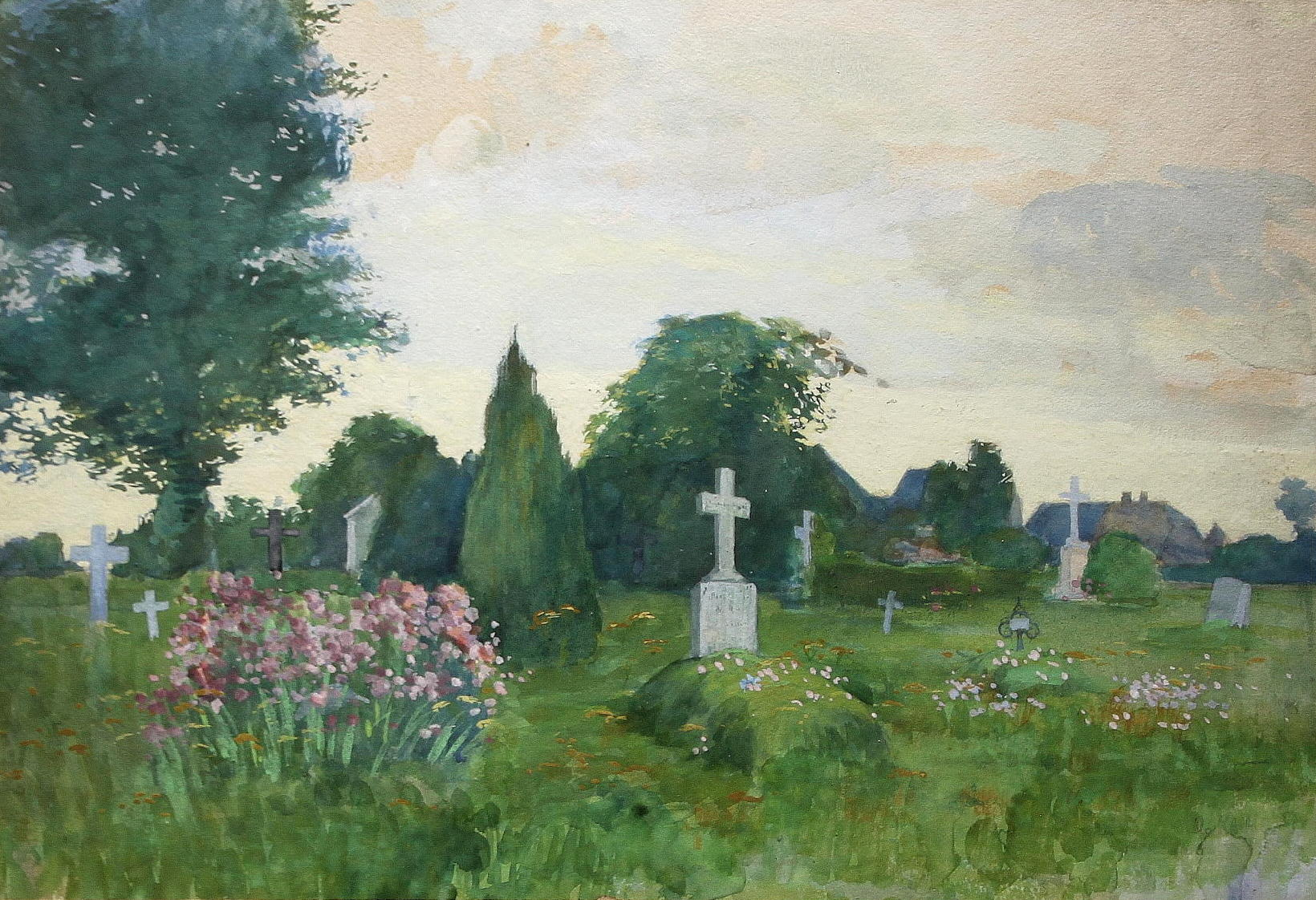
Friedhof; Gouache, ohne Datum, signiert „O. Kaule“

Kaule studierte von 1890 bis 1897 an der Dresdener Akademie, wo er insbesondere im Meisteratelier von Friedrich Preller dem Jüngeren wirkte.
Nach seinem Studium ließ er sich dauerhaft in Bardowick nieder, wo er als Mitglied der Künstlervereinigung De Heidjers („Die Heidjer“) wirkte. Er wurde 1905 zum Schriftführer dieser Vereinigung gewählt. Im Museum in Lüneburg wurde 1981 ein Gemälde Sonniger Herbsttag an der ehemaligen Burg in Bodenteich von Kaule ausgestellt, das um 1910 hergestellt wurde.
Er beschickte unter anderem die folgenden Kunstausstellungen:
- 1898 den Glaspalast in München;
- 1899 die Deutsche Kunstausstellung in Dresden;
- 1901 die Internationale Kunstausstellung in Dresden;
- 1912 die Große Kunstausstellung in Hannover.

## Bekannte Werke (Illustrationen)
- Christian Flemes: Plattdütsche Gedichte. Buchschmuck von Otto Kaule, Edler & Krische, Hannover 1907.
- Hermann Löns (Verfasser): Aus Wald und Heide. Geschichten und Schilderungen … Für die Jugend ausgewählt vom Jugendschriften-Ausschuß des Lehrervereins Hannover-Linden, gedruckt mit der Behrens-Schrift bei Roßberg in Leipzig, Hannover: Adolf Sponholtz Verlag, [1919]; Inhaltsverzeichnis.
- Ludwig Benninghoff (Geleitwort): Federzeichnungen (= Niederdeutsche Gaue. Band 3), Bremen: C. Schünemann, [1922].